# Jens Lehmann (Paläontologe)

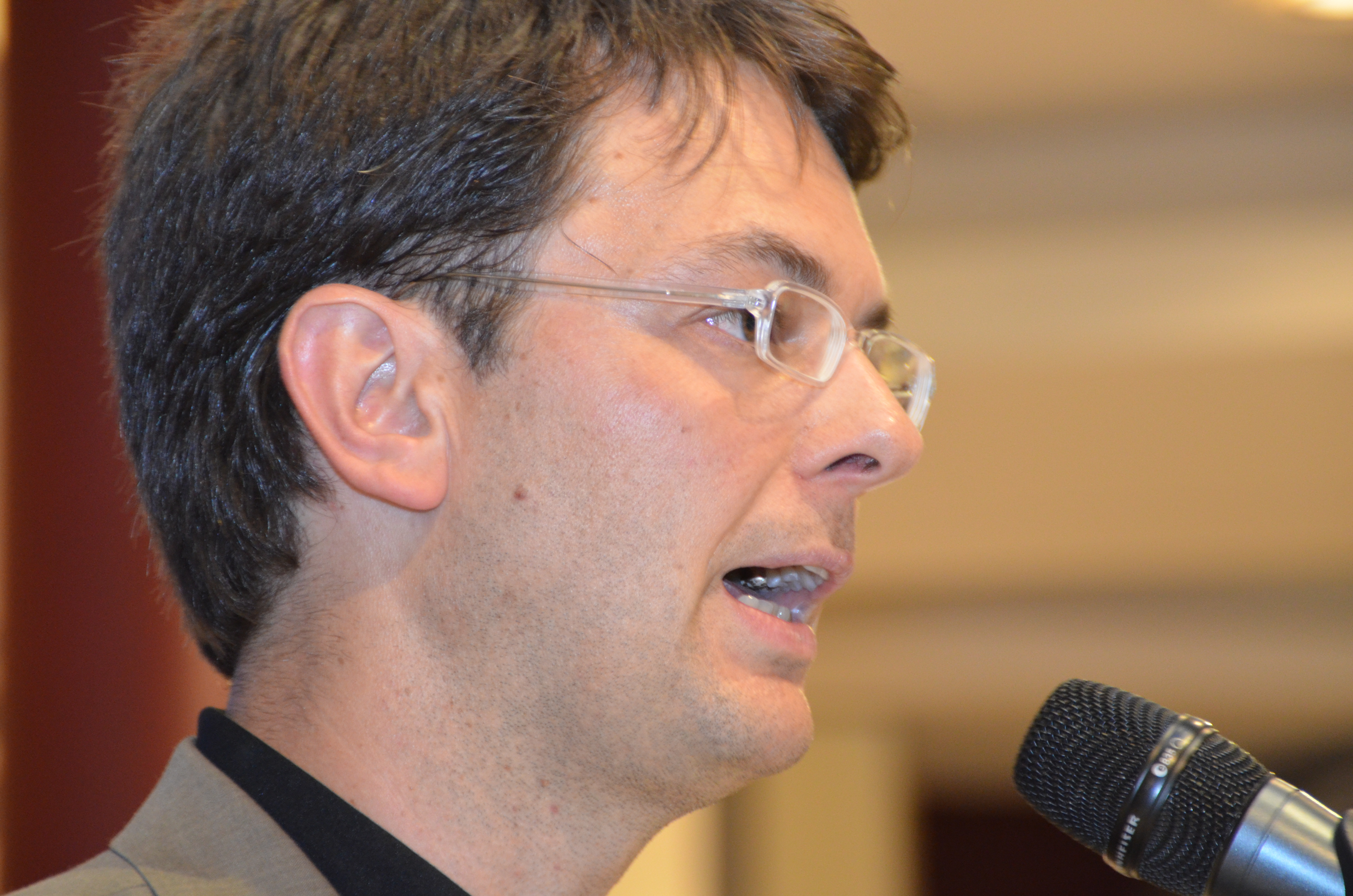
Jens Lehmann

Jens Lehmann (* 1969 in Rheine) ist ein deutscher Paläontologe, Professor an der Universität Bremen, Kurator und Leiter der Geowissenschaftlichen Sammlung der Universität Bremen.

## Leben
Lehmann studierte von 1990 bis 1995 Geologie und Paläontologie an der Eberhard Karls Universität Tübingen und schloss mit einer Arbeit über das Paläozoikums des Kantabrischen Gebirges in Nordspanien ab (Diplom 1995). Von 1995 bis 1998 promovierte er an der Universität Tübingen mit dem Thema „Integrated stratigraphy, palaeoenvironment and ammonite palaeontology of the Cenomanian - Lower Turonian (Upper Cretaceous) of northern Westphalia, North Germany“. Von 1998 bis 1999 forschte er über die Kreidezeit Nordamerikas als Post-doc im Programm des DAAD an der University of California, Davis. Danach hatte er bis 2000 eine Post-doc-Position im Sonderforschungsbereich 275 („Geoecosystems“) an der Universität Tübingen inne. Im selben Jahr noch wechselte er an die Universität Bremen und ist seither Leiter der Geowissenschaftlichen Sammlung der Universität Bremen.
Seit dieser Zeit forschte er unter anderem in den USA, China, und Nordafrika. Er verbrachte mehrere längere Forschungsaufenthalte am Natural History Museum, London im Rahmen des Synthesys Programmes der Europäischen Kommission. 2010 habilitierte sich Lehmann über „Biota and palaeoenvironmental change during the Cretaceous Greenhouse climate“. 2019 wurde er an der Universität Bremen zum Professor ernannt.
Lehmann schrieb bisher mehr als 100 geowissenschaftliche Publikationen im Bereich der Öffentlichkeitsarbeit. Als Wissenschaftskommunikator ist er der Öffentlichkeit zudem durch zahlreiche Vorträge, populärwissenschaftliche Artikel und Ausstellungen wie "Dinosaurier – Spuren einer vergangenen Welt" im Bremer "Haus der Wissenschaft" bekannt.
Er beschäftigte sich bereits als Schüler mit der Paläontologie und fand im Jahr 1984 das bisher besterhaltene Skelett des Archosauriers Protorosaurus speneri (Hermann von Meyer, 1832) im Kupferschiefer des Oberperm bei Ibbenbüren, dass als bewegliches Bodendenkmal eingestuft wurde und als weltweit einzigartig gilt.
Regional ist er in Bremen und Umgebung zudem durch die von ihm geleitete Vortragsserie des „Geowissenschaftlichen Arbeitskreises“ bekannt. 2013 forcierte er die Gründung des gemeinnützigen Vereines „Freunde der Geowissenschaftlichen Sammlung der Universität Bremen“, um die Arbeit der Geowissenschaftlichen Sammlung der Universität Bremen in ihrer Gesamtheit zu unterstützen.
Lehmann ist Mitherausgeber der Fachzeitschrift Neues Jahrbuch für Geologie und Paläontologie – Abhandlungen.

## Forschungsschwerpunkte
Die Forschungsschwerpunkte Lehmanns sind Paläoumweltrekonstruktion, Diversität und Ammoniten. Die erdgeschichtlichen Schwerpunkte von Lehmanns Arbeit liegen in der Kreidezeit, in den letzten Jahren auch zunehmend in der Zeit des Trias. Neben zahlreichen nationalen Förderungen für seine Forschung durch die Deutsche Forschungsgemeinschaft (DFG) erhielt er 2014 den „Richard Owen Research Fund Award“ der Palaeontographical Society, London.

## Ehrungen
Französische und Schweizer Geowissenschaftler benannten in einer Ausgabe der Fachzeitschrift "Cretaceous Research" eine neue Fossiliengattung zu Ehren von Jens Lehmann: Jenslehmannella. Bei Jenslehmannella handelt es sich um einen Ammoniten, genauer einen entrollten oder heteromorphen Ammoniten. In der englischsprachigen Begründung für die Namenswahl heißt es dazu: "Benannt zu Ehren des deutschen Paläontologen PD Dr. Jens Lehmann (Bremen) für seine vielen Beiträge zur Paläontologie kreidezeitlicher Ammoniten die unser Verständnis für diese Tiergruppe vergrößert haben". Von Jenslehmannella ist bislang nur eine Art bekannt – Jenslehmannella bangestanense – und die stammt aus 120 Millionen Jahre alten Gesteinsschichten des Aptiums im Iran. Die Art bangestanense wurde nach Kuh-e-Bangestan im Südwesten des Iran benannt, dem Ort an dem erstmals eine Jenslehmannella ausgegraben wurde.